# Nymphon gruveli
Nymphon gruveli är en havsspindelart som beskrevs av Bouvier, E.L. 1910. Nymphon gruveli ingår i släktet Nymphon och familjen Nymphonidae. Inga underarter finns listade i Catalogue of Life.